# Riebeek West
Riebeek West (afrikaans: Riebeek-Wes) ist eine Kleinstadt in der Lokalgemeinde Swartland, im Distrikt West Coast der südafrikanischen Provinz Westkap.
Benannt ist die Stadt nach dem Nachbarort Riebeek Kasteel, an dessen Fuß sie liegt. Sie wurde als Gemeinde der Niederländisch-reformierten Kirche 1858 gegründet.

## Geographie
2011 hatte Riebeek West 4350 Einwohner in 1057 Haushalten.
Die Stadt liegt an der Regionalstraße R311, etwa 80 Kilometer nördlich von Kapstadt, auf 179 Meter Höhe über dem Meeresspiegel. Benachbarte Städte sind das 33 Kilometer entfernte Moorreesburg und das 17 Kilometer entfernte Malmesbury.
Wirtschaftlich lebt die Stadt von der Landwirtschaft, etwa vom Weingut Allesverloren Estate und der Farm Zonquasdrift.

## Geschichte
1858 finanzierten die Farmen Groenrivier und Allesverloren den Bau einer Kirche und die Erschließung der heutigen Stadt auf dem Grund der Farm Groenrivier.

## Söhne und Töchter der Stadt
- Jan Christiaan Smuts, burischer General und Premierminister der Südafrikanischen Union